# Bepotastină
Bepotastina este un antihistaminic H1 derivat de piperidină, de generația a 2-a, fiind utilizat în tratamentul alergiilor, precum rinita alergică și pruritul, în Japonia și în alte state. Este utilizată oftalmic, dar și oral.